# André Martins (político)
André Valente Martins (Castelo Branco, 6 de junho de 1953) é um sociólogo e político português, atual presidente da Câmara Municipal de Setúbal.
É licenciado em Sociologia pelo Instituto Superior de Ciências do Trabalho e da Empresa.
Entre 1985 e 1989, foi membro da Assembleia de Freguesia de Santa Maria dos Olivais, em Lisboa, eleito pela APU - Aliança Povo Unido. Entre 1989 e 1997, foi membro da Assembleia Municipal de Lisboa, eleito pela coligação Por Lisboa (PS/PCP/PEV). Entre 1997 e 2001, foi membro da Assembleia da Guarda, eleito pela CDU.
Entre 1989 e 1995, foi deputado à Assembleia da República pelo Partido Ecologista "Os Verdes" nas V e VI legislaturas.
Entre 2001 e 2017, foi vereador, pela CDU, com os pelouros do ambiente, turismo, atividades económicas, urbanismo e mobilidade urbana da Câmara Municipal de Setúbal, acumulando com a vice-presidência, sob a presidência da presidente Maria das Dores Meira, entre 2007 e 2017. Entre 2017 e 2021, foi presidente da Assembleia Municipal de Setúbal.
Em 2021, foi eleito presidente da Câmara Municipal de Setúbal, pela CDU, com 34,4% dos votos.